# Hensenanthula
Hensensanthula Van Beneden, 1897 è un genere di antozoi della famiglia Botrucnidiferidae.

## Tassonomia
Comprende le seguenti specie:
- Hensenanthula dactylifera Van Beneden, 1897
- Hensenanthula rotunda Leloup, 1964